# Rogeta
|  | Aquest article tracta sobre la planta. Vegeu-ne altres significats a «Rogeta (papallona)». |

La rogeta o raspeta (Rubia peregrina) és una planta silvestre de la família de les rubiàcies (Rubiaceae).

## Descripció
Es tracta d'una petita liana, planta enfiladissa, aspra al tacte i enganxosa (per uns pèls en tota la planta) que arriba a fer un metre d'alçada. La tija és quadrada i les fulles són lanceolades i disposades en agrupacions de 4 o 5 unitats al voltant de la tija. Les flors són grogues i els fruits en drupa negres quan són madurs.
És freqüent als alzinars.
Té una distribució més aviat dins la zona de clima mediterrani, però arriba també al sud d'Anglaterra.

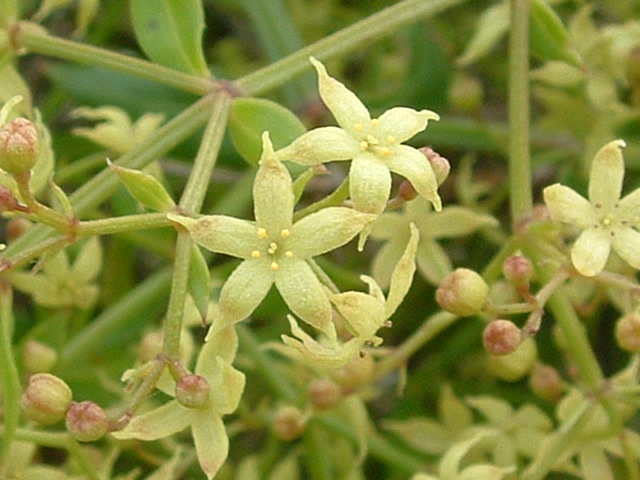
Detall de la flor